# Parc pyrénéen des trois nations
Le Parc pyrénéen des trois nations est la concertation volontaire et organisée de quatre parcs naturels existants. Il s'agit de deux parcs naturels communaux de l'Andorre (le parc naturel des vallées du Coma Pedrosa et le parc naturel de la vallée de Sorteny), du parc naturel de l'Alt Pirineu en Catalogne (Espagne) et du parc naturel régional des Pyrénées ariégeoises en Ariège (France).

## Naissance du parc
L'idée de création d'un parc transfrontalier est vieille d'une dizaine d'années et a été initiée par le pyrénéiste Michel Sébastien. Des échanges entre les parcs existaient déjà avant 2018 notamment au travers du programme européen POCTEFA (Programme Interreg V-A Espagne-France-Andorre),. La coordination transfrontalière se manifestait également au travers de chemins de randonnée. Parmi ces sentiers transfrontaliers on pourra notamment citer la Haute randonnée pyrénéenne ou encore le GR 11.
Le parc a été fondé le 24 août 2018 à La Massana en Andorre. Les signataires de l'acte de création sont Damià Calvet (ministre catalan des Territoires et du Développement durable), André Rouch (président du parc naturel régional des Pyrénées Ariégeoises), Josep Àngel Mortes Pons (président du parc naturel de Sorteny) et David Baro (président du parc naturel de la vallée de la Comapedrosa).

## Objectifs

### Candidature à l'UNESCO
Une des premières pistes d'action retenue est l'élaboration à l'horizon 2020 - 2021 d'une candidature à l'UNESCO en vue d'un classement en réserve de biosphère transfrontalière,. En cas d'aboutissement le parc constituerait la première réserve de ce type dans les Pyrénées et la cinquième au monde à concerner trois pays.

## Description
L'ensemble du parc couvre une surface de près de 4 300 km2 comportant 158 communes. Le parc abrite également 3 sommets dépassant les 3 000 m : le pic d'Estats (3 143 m), le pic du Montcalm (3 077 m) et le pic du Port de Sullo (3 072 m).
Cependant, c'est le pic de Médécourbe (2 914 m) partagé par les trois pays qui symbolise physiquement cette démarche de concertation volontaire.

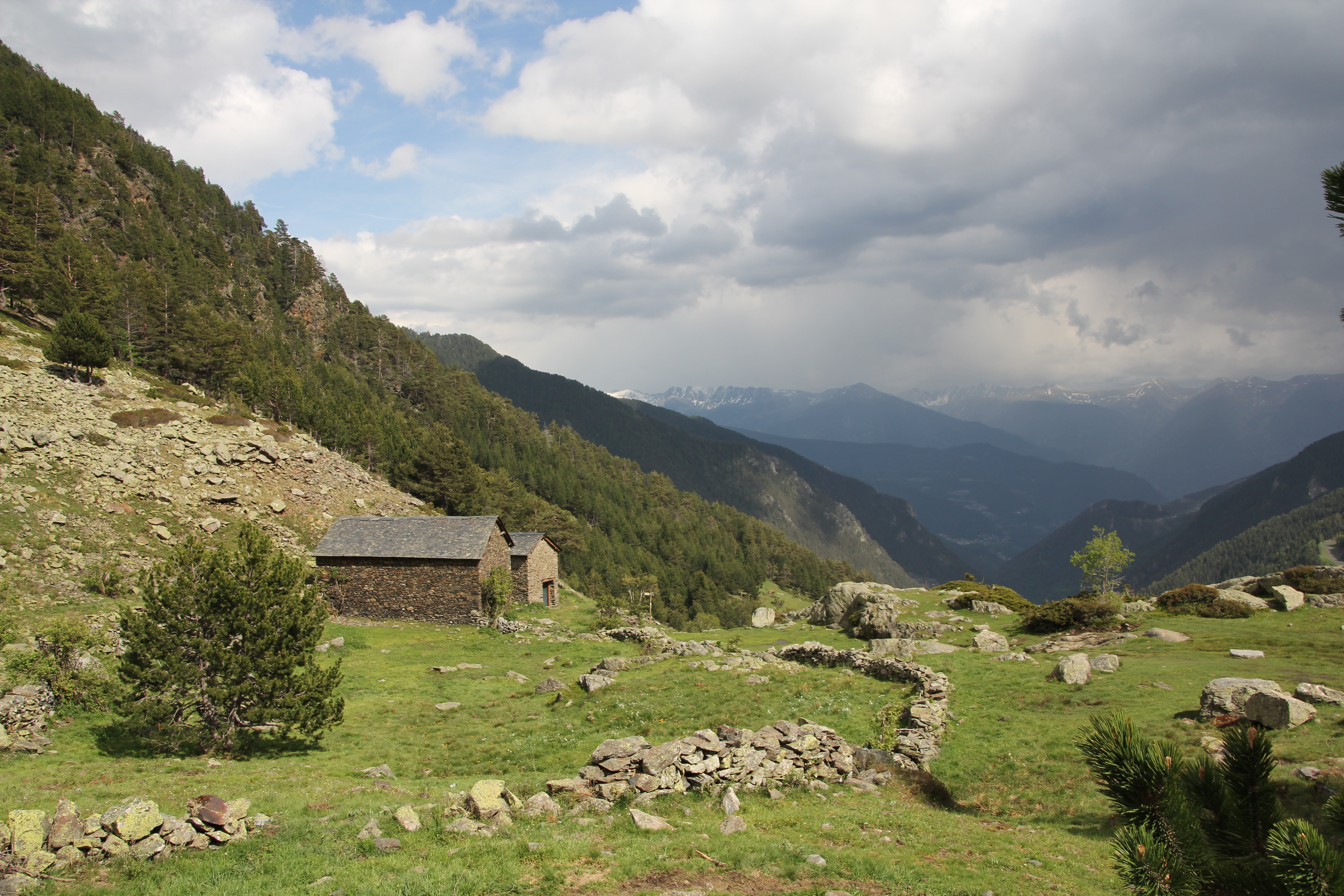
Borda de la Coruvilla - Parc naturel des vallées du Coma Pedrosa.
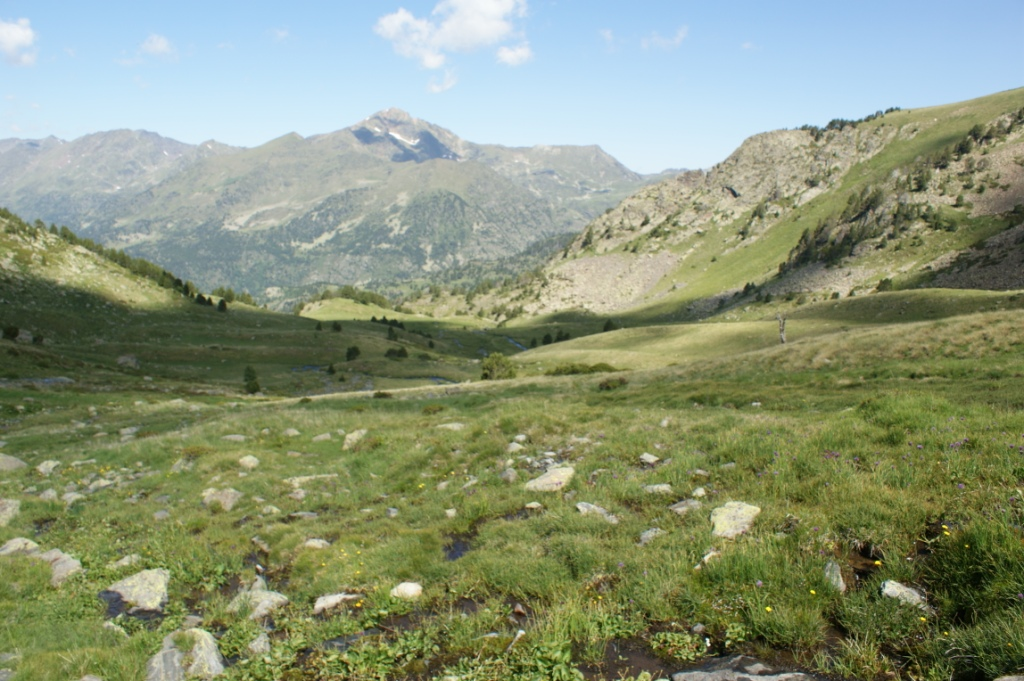
Vallée de Sorteny.
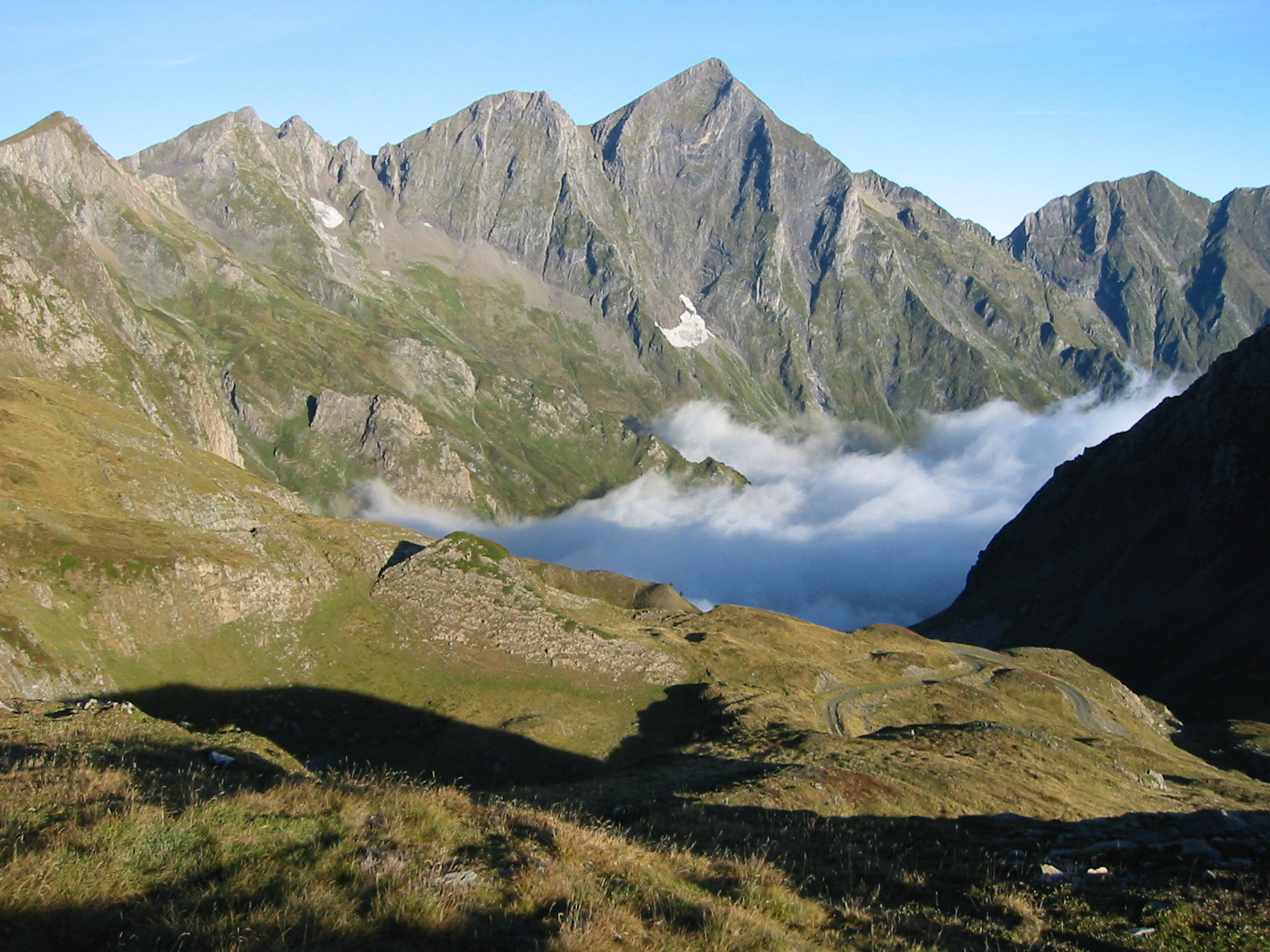
Mont Valier - Parc naturel régional des Pyrénées ariégeoises.
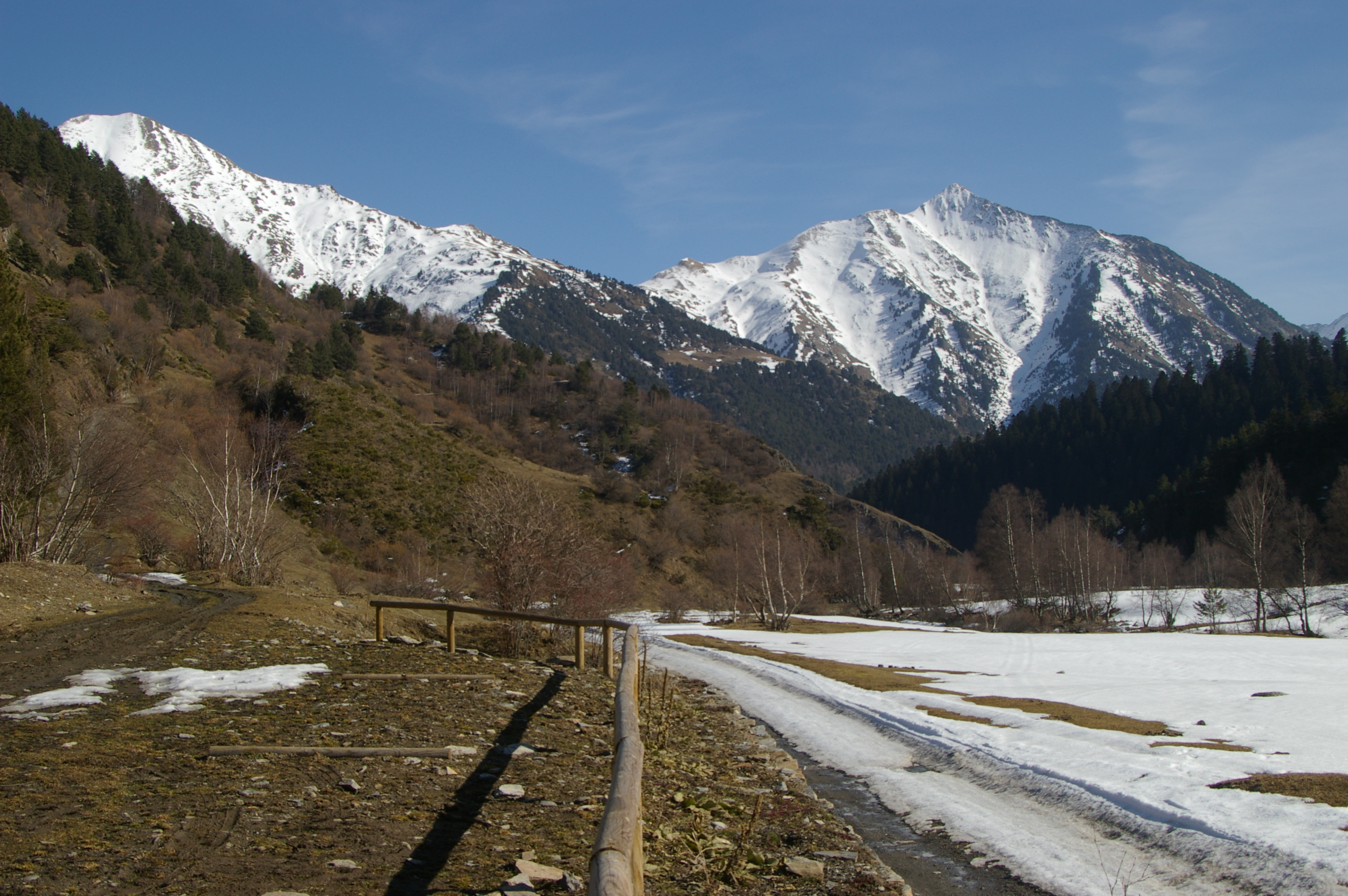
Parc naturel de l'Alt Pirineu.